# Koronadal
Koronadal es la capital de la provincia de Cotabato del Sur en Filipinas. Según el censo de 2000, cuenta con una población de 133.786 habitantes y 27.623 hogares.

## Barangayes
Koronadal está políticamente subdividida en 27 barangayes.
| - Assumption (Bulol) - Avanceña (Bo. 3) - Cacub - Caloocan - Carpenter Hill - Concepción (Bo. 6) - Esperanza - General Paulino Santos (Bo. 1 - Mabini - Morales - Magsaysay - (Bo. 4) | - Paraiso - Zone I (Pob.) - Zone II (Pob.) - Zone III (Pob.) - Zone IV (Pob.) - Rotonda - San Isidro - San Jose (Bo. 5) - San Roque - Santa Cruz - Santo Niño (Bo. 2) - Sarabia (Bo. 8) - Zulueta (Bo. 7) |

## Fiestas
- CHARTER ANNIVERSARY, se celebra la concesión del título de ciudad, el día 8 de octubre, con fiestas, conciertos y feria de muestras.

- HINUGYAW SA PASCUA del 16 al 23 de diciembre, navidades.

- INDEPENDENCE DAY , 12 de junio, día de la independencia de Filipinas.

- HINUGYAW FESTIVAL, del 3 al 10 de enero. Se celebra Hinugyaw Street Dancing Competition.

- TINALAK FESTIVAL, el 18 de julio, se celebra la concesión de provincia a Cotabato del Sur.

- DÍA DE RIZAL, 30 de diciembre, conmemoración de la muerte del héroe filipino.

- FIESTA DEL PATRON, San Antonio de Padua, el 13 de junio.